# UYBA Volley 2018-2019
Questa voce raccoglie le informazioni riguardanti la UYBA Volley nelle competizioni ufficiali della stagione 2018-2019.

## Stagione
Nella stagione 2018-19 la UYBA Volley assume la denominazione sponsorizzata di Unet E-Work Busto Arsizio.
Partecipa per la tredicesima volta alla Serie A1; chiude la regular season di campionato al quinto posto in classifica, qualificandosi per i play-off scudetto, dove arriva ai quarti di finale, venendo sconfitta nella serie dalla Pro Victoria.
Grazie al quarto posto al termine del girone di andata di campionato, la UYBA si qualifica per la Coppa Italia: esce in semifinale battuta dall'AGIL.
Partecipa inoltre alla Coppa CEV: conquista il trofeo per la terza volta, vincendo tutte le partite disputate, comprese le gare finali di andata e ritorno giocate contro la squadra rumena dell'Alba-Blaj.

## Organigramma societario
Area direttiva
- Presidente: Giuseppe Pirola

Area tecnica
- Allenatore: Marco Mencarelli
- Allenatore in seconda: Marco Musso
- Assistente allenatore: Marco Gaviraghi
- Scout man: Roberto Menegolo

## Rosa
| N° | Nome               | Ruolo | Data di nascita   | Nazionalità sportiva |
| -- | ------------------ | ----- | ----------------- | -------------------- |
| 1  | Vittoria Piani     | S     | 12 febbraio 1998  | Italia               |
| 3  | Virginia Peruzzo   | S     | 7 novembre 2000   | Italia               |
| 4  | Britt Herbots      | S     | 24 settembre 1999 | Belgio               |
| 5  | Kaja Grobelna      | O     | 4 gennaio 1995    | Belgio               |
| 6  | Alessia Gennari    | S     | 3 novembre 1991   | Italia               |
| 7  | Maria Luisa Cumino | P     | 22 aprile 1992    | Italia               |
| 8  | Alessia Orro       | P     | 18 luglio 1998    | Italia               |
| 9  | Giulia Leonardi    | L     | 1º dicembre 1987  | Italia               |
| 13 | Sara Bonifacio     | C     | 3 luglio 1996     | Italia               |
| 14 | Floortje Meijners  | S     | 16 gennaio 1987   | Paesi Bassi          |
| 15 | Beatrice Berti     | C     | 12 gennaio 1996   | Italia               |
| 17 | Martina Šamadan    | C     | 11 settembre 1993 | Croazia              |
| 18 | Alexandra Botezat  | C     | 3 agosto 1998     | Italia               |

## Mercato
| Acquisti                               | Acquisti           | Acquisti       | Acquisti   |
| R.                                     | Nome               | da             | Modalità   |
| -------------------------------------- | ------------------ | -------------- | ---------- |
| C                                      | Sara Bonifacio     | AGIL           | definitivo |
| P                                      | Maria Luisa Cumino | SAB            | definitivo |
| S                                      | Britt Herbots      | ASPTT Mulhouse | definitivo |
| O                                      | Kaja Grobelna      | Budowlani Łódź | definitivo |
| L                                      | Giulia Leonardi    | River          | definitivo |
| S                                      | Floortje Meijners  | -              | definitivo |
| Trasferimenti nel corso della stagione |                    |                |            |
| C                                      | Martina Šamadan    | Imoco          | definitivo |

| Cessioni | Cessioni           | Cessioni       | Cessioni   |
| R.       | Nome               | a              | Modalità   |
| -------- | ------------------ | -------------- | ---------- |
| S        | Michelle Bartsch   | AGIL           | definitivo |
| S        | Silvana Čauševa    | Potsdam        | definitivo |
| P        | Stefania Dall'Igna | Due Principati | definitivo |
| O        | Valentina Diouf    | Bauru          | definitivo |
| L        | Beatrice Negretti  | Group Roma     | definitivo |
| L        | Ilaria Spirito     | Casalmaggiore  | definitivo |
| C        | Federica Stufi     | AGIL           | definitivo |
| S        | Sarah Wilhite      | MTV Stoccarda  | definitivo |

## Risultati

### Serie A1

#### Girone di andata
| 1ª giornata - 28 ottobre 2018 Palazzetto dello sport, Bergamo | Bergamo           | 0 - 3 | UYBA            | 24-26, 15-25, 20-25               |
| 2ª giornata - 1º novembre 2018 PalaPiantanida, Busto Arsizio  | UYBA              | 3 - 1 | Pro Victoria    | 23-25, 25-21, 25-22, 25-16        |
| 3ª giornata - 4 novembre 2018 PalaCastagnaretta, Cuneo        | Cuneo Granda      | 0 - 3 | UYBA            | 18-25, 15-25, 19-25               |
| 5ª giornata - 15 novembre 2018 PalaMaddalene, Chieri          | Chieri '76        | 0 - 3 | UYBA            | 20-25, 12-25, 19-25               |
| 6ª giornata - 19 novembre 2018 PalaPiantanida, Busto Arsizio  | UYBA              | 3 - 2 | San Casciano    | 17-25, 16-25, 25-18, 25-20, 15-9  |
| 7ª giornata - 25 novembre 2018 Centro Pavesi, Milano          | Club Italia       | 1 - 3 | UYBA            | 17-25, 26-24, 19-25, 20-25        |
| 8ª giornata - 2 dicembre 2018 PalaPiantanida, Busto Arsizio   | UYBA              | 0 - 3 | Savino Del Bene | 21-25, 24-26, 15-25               |
| 9ª giornata - 9 dicembre 2018 PalaGeorge, Montichiari         | Millenium Brescia | 1 - 3 | UYBA            | 21-25, 25-18, 24-26, 36-38        |
| 10ª giornata - 15 dicembre 2018 PalaPiantanida, Busto Arsizio | UYBA              | 3 - 1 | Filottrano      | 22-25, 25-17, 25-19, 25-23        |
| 11ª giornata - 23 dicembre 2018 PalaPiantanida, Busto Arsizio | UYBA              | 2 - 3 | AGIL            | 26-24, 30-28, 19-25, 24-26, 10-15 |
| 12ª giornata - 26 dicembre 2018 PalaRadi, Cremona             | Casalmaggiore     | 3 - 1 | UYBA            | 25-19, 25-16, 13-25, 26-24        |
| 13ª giornata - 29 dicembre 2018 PalaPiantanida, Busto Arsizio | UYBA              | 0 - 3 | Imoco           | 16-25, 23-25, 20-25               |

#### Girone di ritorno
| 1ª giornata - 6 gennaio 2019 Palazzetto dello sport, Bergamo | UYBA            | 1 - 3 | Bergamo           | 27-29, 23-25, 25-18, 23-25        |
| 2ª giornata - 10 gennaio 2019 PalaPiantanida, Busto Arsizio  | Pro Victoria    | 2 - 3 | UYBA              | 25-23, 18-25, 19-25, 25-21, 10-15 |
| 3ª giornata - 13 gennaio 2019 PalaCastagnaretta, Cuneo       | UYBA            | 3 - 0 | Cuneo Granda      | 25-18, 25-12, 25-18               |
| 5ª giornata - 30 gennaio 2019 PalaMaddalene, Chieri          | UYBA            | 3 - 0 | Chieri '76        | 25-21, 25-15, 25-21               |
| 6ª giornata - 10 febbraio 2019 PalaPiantanida, Busto Arsizio | San Casciano    | 3 - 1 | UYBA              | 26-24, 25-19, 18-25, 25-12        |
| 7ª giornata - 17 febbraio 2019 Centro Pavesi, Milano         | UYBA            | 3 - 0 | Club Italia       | 25-20, 25-14, 25-14               |
| 8ª giornata - 23 febbraio 2019 PalaPiantanida, Busto Arsizio | Savino Del Bene | 3 - 2 | UYBA              | 22-25, 25-23, 25-21, 23-25, 15-12 |
| 9ª giornata - 2 marzo 2019 PalaGeorge, Montichiari           | UYBA            | 3 - 0 | Millenium Brescia | 25-18, 25-20, 25-18               |
| 10ª giornata - 10 marzo 2019 PalaPiantanida, Busto Arsizio   | Filottrano      | 1 - 3 | UYBA              | 19-25, 22-25, 27-25, 23-25        |
| 11ª giornata - 16 marzo 2019 PalaPiantanida, Busto Arsizio   | AGIL            | 3 - 0 | UYBA              | 30-28, 25-18, 25-21               |
| 12ª giornata - 23 marzo 2019 PalaRadi, Cremona               | UYBA            | 3 - 1 | Casalmaggiore     | 25-21, 30-32, 25-23, 25-16        |
| 13ª giornata - 30 marzo 2019 PalaPiantanida, Busto Arsizio   | Imoco           | 3 - 0 | UYBA              | 25-20, 27-25, 25-19               |

#### Play-off scudetto
| Quarti di finale (gara 1) - 7 aprile 2019 PalaPiantanida, Busto Arsizio  | UYBA         | 3 - 2 | Pro Victoria | 22-25, 25-17, 25-20, 19-25, 15-12 |
| Quarti di finale (gara 2) - 13 aprile 2019 Palazzetto dello Sport, Monza | Pro Victoria | 3 - 1 | UYBA         | 28-26, 23-25, 25-23, 25-20        |
| Quarti di finale (gara 3) - 15 aprile 2019 Palazzetto dello Sport, Monza | Pro Victoria | 3 - 0 | UYBA         | 25-22, 25-18, 25-23               |

### Coppa Italia
| Quarti di finale (andata) - 16 gennaio 2019 PalaRadi, Cremona              | Casalmaggiore | 1 - 3 | UYBA          | 25-18, 17-25, 23-25, 24-26 |
| Quarti di finale (ritorno) - 21 gennaio 2019 PalaPiantanida, Busto Arsizio | UYBA          | 3 - 1 | Casalmaggiore | 15-25, 25-19, 25-22, 25-18 |
| Semifinali - 2 febbraio 2019 PalaOlimpia, Verona                           | AGIL          | 3 - 0 | UYBA          | 25-22, 25-21, 25-19        |

### Coppa CEV
| Sedicesimi di finale (andata) - 28 novembre 2018 PalaPiantanida, Busto Arsizio | UYBA           | 3 - 2 | Dresdner       | 25-21, 24-26, 25-22, 23-25, 15-10 |
| Sedicesimi di finale (ritorno) - 5 dicembre 2018 Margon Arena, Dresda          | Dresdner       | 0 - 3 | UYBA           | 24-26, 17-25, 20-25               |
| Ottavi di finale (andata) - 19 dicembre 2018 Raiffeisen Sportpark, Graz        | Graz           | 0 - 3 | UYBA           | 11-25, 21-25, 14-25               |
| Ottavi di finale (ritorno) - 24 gennaio 2019 PalaPiantanida, Busto Arsizio     | UYBA           | 3 - 1 | Graz           | 25-15, 25-12, 23-25, 25-22        |
| Quarti di finale (andata) - 6 febbraio 2019 PalaPiantanida, Busto Arsizio      | UYBA           | 3 - 0 | ASPTT Mulhouse | 25-22, 25-23, 25-17               |
| Quarti di finale (ritorno) - 14 febbraio 2019 Palais des Sports, Mulhouse      | ASPTT Mulhouse | 2 - 3 | UYBA           | 13-25, 14-25, 25-23, 25-20, 13-15 |
| Semifinali (andata) - 26 febbraio 2019 Városi Sportcsarnok, Békéscsaba         | Békéscsabai    | 0 - 3 | UYBA           | 23-25, 14-25, 18-25               |
| Semifinali (ritorno) - 5 marzo 2019 PalaPiantanida, Busto Arsizio              | UYBA           | 3 - 0 | Békéscsabai    | 25-22, 25-18, 25-11               |
| Finale (andata) - 19 marzo 2019 Sala Transilvania, Sibiu                       | Alba-Blaj      | 0 - 3 | UYBA           | 19-25, 16-25, 14-25               |
| Finale (ritorno) - 26 marzo 2019 PalaPiantanida, Busto Arsizio                 | UYBA           | 3 - 1 | Alba-Blaj      | 25-27, 25-19, 25-23, 25-20        |

## Statistiche

### Statistiche di squadra
| Competizione | Punti | In casa | In casa | In casa | In trasferta | In trasferta | In trasferta | Totale | Totale | Totale |
| Competizione | Punti | G       | V       | P       | G            | V            | P            | G      | V      | P      |
| ------------ | ----- | ------- | ------- | ------- | ------------ | ------------ | ------------ | ------ | ------ | ------ |
| Serie A1     | 45    | 13      | 9       | 4       | 14           | 7            | 7            | 27     | 16     | 11     |
| Coppa Italia | -     | 1       | 1       | 0       | 1            | 1            | 0            | 3      | 2      | 1      |
| Coppa CEV    | -     | 5       | 5       | 0       | 5            | 5            | 0            | 10     | 10     | 0      |
| Totale       | -     | 19      | 15      | 4       | 20           | 13           | 7            | 40     | 28     | 12     |

G = partite giocate; V = partite vinte; P = partite perse